# قابلیت انتشار

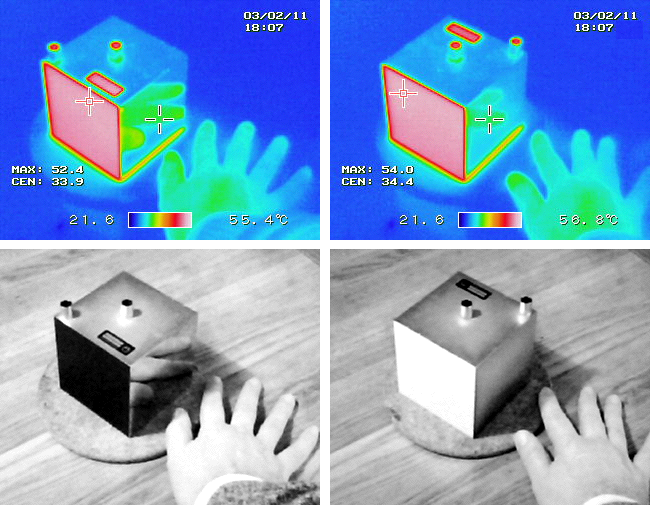
نگاره‌هایی از یک مکعب آلومینیومی لسلی. عکس‌های رنگی با استفاده از دوربین فروسرخ گرفته می‌شوند. عکس‌های سیاه و سفید زیر با یک دوربین معمولی گرفته‌شده‌اند. تمام وجوه مکعب در دمای یکسانی در حدود ۵۵ درجه سانتیگراد (۱۳۱ درجه فارنهایت) قرار دارند. صورت مکعبی که رنگ‌شده‌است (رنگ سیاه یا سفید تاثیر ناچیزی دارد) تابش زیادی دارد که با رنگ قرمز در عکس فروسرخ نشان داده می‌شود. صفحه صیقلی مکعب دارای تابش کم است که با رنگ آبی نشان‌داده می‌شود و تصویر بازتاب‌شده دست گرم، واضح است.

قابلیت انتشار یا گسیلندگی (به انگلیسی: Emissivity) یک ماده (معمولاً این قابلیت توسط ضریب تشعشع بیان می‌گردد که با حروف ε یا e نشان داده می‌شود) به قابلیت انتشار تشعشع توسط سطح آن جسم گفته می‌شود. این قابلیت انتشار تشعشعی یک خاصیت از ماده می‌باشد که بیان‌کننده نسبت انرژی تشعشع شده توسط ماده مورد نظر به انرژی تشعشع شده توسط یک جسم سیاه در همان درجه حرارت است. بدیهی است این ضریب بدون بعد است. یک جسم سیاه رنگ آرمانی دارای ضریب انتشار ε = ۱ است. هر جسم دیگر بجز جسم سیاه مطلق دارای ضریب انتشار کمتر از یک خواهدبود.

در یک قاعده کلی اجسام غیر فلزی (به‌ویژه اجسام کدر) قابلیت انتشار بالایی دارند در حالیکه این قابلیت در فلزات بستگی به نوع فلز و شرایط سطح آن دارد. سطوح صیقلی فلزی تشعشع کمتری دارند درحالیکه سطوح زبر یا اکسید شده بیشتر تشعشع می‌کنند. به‌طور مثال سطح صیقلی شده نقره دارای ضریب ۰٫۰۲ است.  غالباً رنگ سطح به اشتباه به عنوان یک عامل بسیار تأثیرگذار در قابلیت انتشار در نظر گرفته می‌شود که درست نیست.

## ثابت گسیلندگی
ثابت گسیلندگی سطح ماده، تأثیر آن ماده در تابش انرژی به عنوان تابش گرمایی است. (که معمولاً با حروف ε یا e نشان داده می‌شود) تابش گرمایی همان نور است، اما برای اجسامی نزدیک به دمای اتاق، این نور در ناحیهٔ فروسرخ است و با چشم انسان دیده نمی‌شود. تابش گرمایی ناشی از اجسام بسیار داغ با چشم انسان قابل مشاهده هستند. ثابت گسیلندگی، نسبت تابش گرمایی از یک سطح به تابش جسم سیاه ایدئال در دمایی یکسان است که تابش گرمایی جسم سیاه از قانون استفان‐بولتسمان به دست می‌آید. مقدار ثابت گسیلندگی از ۰ تا ۱ متغیر است. (برای جسم سیاه ۱ در نظر گرفته می‌شود) میزان تابش سطح اجسام سیاه ۴۴۸ وات بر متر مربع در دمای اتاق (۲۵ درجه سانتی گرادو 298 کلوین ) است. اجسام حقیقی که ثابت گسیلندگی آن‌ها از ۱ کمتر است، متناسب با همان میزان، تابش کمتری دارند.